# Сативанорте
Сативанорте (исп. Sativanorte) — небольшой город и муниципалитет на северо-востоке центральной части Колумбии, на территории департамента Бояка. Входит в состав Северной провинции.

## История
Поселение, из которого позднее вырос город, было основано в 1683 году. Муниципалитет Сативанорте был выделен в отдельную административную единицу в 1934 году.

## Географическое положение

Муниципалитет Сативанорте

Город расположен в северо-восточной части департамента, в гористой местности Восточной Кордильеры, к западу от реки Чикамоча, на расстоянии приблизительно 92 километров к северо-востоку от города Тунха, административного центра департамента. Абсолютная высота — 2623 метра над уровнем моря.
Муниципалитет Сативанорте граничит на севере с территорией муниципалитета Сусакон, на юго-западе — с муниципалитетом Тутаса, на юге — с муниципалитетами Пас-де-Рио и Сативасур, на юго-востоке — с муниципалитетом Сокота, на востоке — с муниципалитетом Херико, на северо-западе — с территорией департамента Сантандер. Площадь муниципалитета составляет 184 км².

## Население
По данным Национального административного департамента статистики Колумбии, совокупная численность населения города и муниципалитета в 2015 году составляла 2339 человек.
Динамика численности населения муниципалитета по годам:
| 2005 | 2006 | 2007 | 2008 | 2009 | 2010 | 2011 | 2012 | 2013 | 2014 | 2015 |
| ---- | ---- | ---- | ---- | ---- | ---- | ---- | ---- | ---- | ---- | ---- |
| 2775 | 2728 | 2689 | 2642 | 2593 | 2557 | 2513 | 2463 | 2418 | 2390 | 2339 |

Согласно данным переписи 2005 года мужчины составляли 51,2 % от населения Сативанорте, женщины — соответственно 48,8 %. В расовом отношении белые и метисы составляли 99,9 % от населения города; негры, мулаты и райсальцы — 0,1 %.
Уровень грамотности среди всего населения составлял 83,4 %.

## Экономика
74 % от общего числа городских и муниципальных предприятий составляют предприятия торговой сферы, 18 % — предприятия сферы обслуживания, 6 % — промышленные предприятия, 2 % — предприятия иных отраслей экономики.